# Günter Machemehl
Günter Machemehl (* 22. Februar 1911 in Schlawe; † 3. Februar 1970 in Sierksdorf) war ein deutscher Kunstmaler.

## Biografie

### Ausbildung
Günter Machemehl wurde in Schlawe als Sohn des Kaufmanns Paul Machemehl und dessen Ehefrau Margarethe, geb. Weichelt, geboren. Sein Geburtshaus stand in der Stolper Straße. Er besuchte in Schlawe das Realgymnasium, an dem er 1931 das Abitur ablegte.
Machemehl hatte bereits während seiner Schulzeit Kontakt zu Prof. Friedrich Dannenberg in Berlin aufgenommen, der sein Talent als Kunstmaler erkannt hatte, und war regelmäßig nach Berlin gefahren, um als externer Schüler an dessen Malunterricht teilzunehmen. Ab dem Sommersemester 1931 setzte Machemehl an der Staatlichen Hochschule für Künste seine Ausbildung als Kunstmaler bei Dannenberg fort. Gleichzeitig  hörte er an der Berliner Universität Vorlesungen Wilhelm Waetzoldts über Kunstgeschichte und Nicolai Hartmanns über Philosophie. 1934 beendete er sein Studium und kehrte nach Schlawe zurück.
Bald darauf stellte er sich in Berlin, Stettin, Halle und anderen ostdeutschen Städten mit einer Reihe von Ausstellungen vor. In Jershöft nahm er Kontakt zu Karl Schmidt-Rottluff auf, der sich an dem Badeort während der Sommermonate aufzuhalten pflegte. Daraus entwickelte sich eine dauerhafte Malerfreundschaft.

### Labus am Jasmunder See
1936 ließ er sich in Labus am Jamunder See nieder, wo seine Frau Anneliese, geb. Spetzler, als Lehrerin tätig war. Er richtete sich dort ein Atelier ein und betätigte sich an den Ostseestränden zwischen Großmöllen und Leba sowie auch im Hinterland als Landschaftsmaler. Zu längeren Arbeitsaufenthalten verweilte er in Deep, Jershöft und Schönwalde. Zusammen mit seiner Frau suchte er in Kolberger Deep Lyonel Feininger auf, der ihm in seinem Atelier Einblicke in seine Arbeitsweise gewährte. Er stand mit dem malenden Schriftsteller Hermann Hesse in regelmäßigem Briefkontakt.

### Verfemung und Zwangsarbeit
1937 wurde Machemehl von der Reichskulturkammer Berufsverbot erteilt, nachdem einige seiner Bilder in der Berliner Galerie Buchholz beschlagnahmt worden waren. Es wurde ihm untersagt, Ausstellungen zu beschicken und Bilder zu verkaufen. Er konnte danach seine Arbeit jedoch weitgehend unbehelligt fortsetzen und wurde von Freunden unterstützt. Bis 1945 entstanden etwa 400 Werke, von denen etwa 30 erhalten sind. Die gegen Ende des Zweiten Weltkriegs in Labus verbliebenen Werke gelten als verschollen.
Am Ende des Zweiten Weltkriegs blieb Machemehl mit seiner Frau in Labus. Nach dem Einmarsch der Roten Armee wurde er trotz seiner Gegnerschaft zum Nationalsozialismus verhaftet und in den Raum von Danzig verschleppt, wo er monatelang Zwangsarbeit verrichten musste.

### Sierksdorf an der Ostsee
Nachdem er seine Frau wiedergefunden hatte, gelangte er mit ihr über Dänemark nach Schleswig-Holstein, wo er 1946 in Sierksdorf ansässig wurde. Er nahm dort die Arbeit wieder auf und schuf noch etwa 1.000 Werke. Günter Machemehls Grabstätte befindet sich auf dem Friedhof in Süsel.

## Malstil
Die Malkunst Machemehls lässt sich stilistisch dem Nachexpressionismus und der gegenständlichen Malerei zuordnen. Seine zentralen Themen sind die Natur und der Mensch.
Seine Bilder zeigen Landschaften, Stillleben, Porträts und Selbstporträts.

## Rezeption
Nach seinem Tod im Februar 1970 wurden seine Bilder in zahlreichen deutschen Städten ausgestellt. Ein Teil seiner Werke befindet sich in weltweit verstreutem Privatbesitz.

## Werk
400 Aquarelle der ersten Schaffensperiode bis 1945 gingen bis auf 30 durch Walter Kraft gerettete unter. In der zweiten Schaffensperiode in Sierksdorf entstanden ab 1946 1000 Werke (Aquarelle, Zeichnungen, Mischtechnik). Beispiele sind:
- 1946: Steilufer S., Aquarell, 60 × 48 cm
- 1964: Hof Altona, Mischtechnik 36 × 46 cm